# Geisterzeit in Little Henlock
Geisterzeit in Little Henlock  (Originaltitel: The Ghost Hunter) ist eine britische BBC-Kinderserie, die von 2000 bis 2002 produziert wurde und auf den gleichnamigen Büchern von Ivan Jones basiert.

## Handlung
Im Zentrum der Geschichte steht der junge Roddy Oliver, der eines Nachts überraschende Bekanntschaft mit einem Geist macht: William Povey. Der Junge, der als Schuhputzer arbeitete und vor vielen Jahren starb, lebte fortan als Geist weiter. Während Roddy und seine Schwester, die recht schnell ebenfalls von William erfährt, den alltäglichen Schulalltag meistern, müssen sie zugleich die Identität der beiden Geisterjäger aufdecken, die William gefangen sehen wollen.

## Hauptcharaktere
- Roddy Oliver: Die gut aussehende Hauptperson, die sich recht schnell als besten Freund für William entwickelt und die sogenannte „Zweite Sicht“ als Gabe besitzt. So ist es ihm als einer der wenigen lebenden Personen möglich, einen Geist zu sehen.
- Tessa Oliver: Roddys Schwester besitzt ebenfalls die Gabe der Zweiten Sicht und freundet sich recht bald mit William an. Zusammen mit Roddy muss sie den jungen Geist ein ums andere Mal aus der Klemme helfen.
- William Povey: Der früh verstorbene Schuhputzjunge setzte sein Leben als Geist fort. Er ist durchaus gerne unter Seinesgleichen, empfindet das Leben aber teils als zu langweilig und hält sich daher gerne mit seinen beiden besten Freunden, Roddy und Tessa, in der realen Welt auf.
- Mrs. Croker: Sich als Bedienung in einem Kleinwarenladen tarnend, versucht sie besessen, den jungen William zu fangen und einzusperren.
- Clarence DeSniff: Fungiert als Assistent für die Geisterjägerin Mrs. Croker und wünscht sich insgeheim, ihren Platz übernehmen zu dürfen. In der zweiten Staffel schleicht er sich als Chemielehrer in Roddys und Tessas Schule ein, um dort an die Chemikalien zu gelangen und eine Superwaffe zu bauen, mit dem der Fang Williams gelingen soll.
- Mrs Oliver und Mr Oliver: Die beiden Eltern von Roddy und Tessa bemerken nichts von deren jungen Geisterfreund, der täglich in ihrem Haus verkehrt.
- Der Hausmeister: Der exzentrische Hausmeister versucht Roddy bei jeder Gelegenheit zu piesacken. Sein Liebling dagegen ist Wally, der sich des Öfteren mit ihm gemeinsam gegen Roddy verbündet.
- Wally: Die Lieblingsbeschäftigung des unruhigen Jungen besteht darin, seine Mitschüler zu piesacken, wobei er ein ums andere Mal mit Roddy aneinandergerät. Er versucht fortwährend, mit Tessa auszugehen.

## Episodenliste

### Erste Staffel
| Nr. | Titel                     | Erstausstrahlung |
| --- | ------------------------- | ---------------- |
| 1   | Ghost in the Bedroom      | 4. Januar 2000   |
| 2   | Who Is the Ghosthunter?   | 6. Januar 2000   |
| 3   | Caught!                   | 11. Januar 2000  |
| 4   | The Hunt for Mrs. Crocker | 13. Januar 2000  |
| 5   | Chillwood Castle          | 18. Januar 2000  |
| 6   | Showdown!                 | 20. Januar 2000  |

### Zweite Staffel
| Nr. | Titel                       | Erstausstrahlung |
| --- | --------------------------- | ---------------- |
| 1   | The Secret of Deadlock Hall | 2. Januar 2001   |
| 2   | The Ghost in the Machine    | 4. Januar 2001   |
| 3   | A Trap Is Set               | 9. Januar 2001   |
| 4   | Ghost Children              | 11. Januar 2001  |
| 5   | A Brush with Terror         | 16. Januar 2001  |
| 6   | The Final Countdown         | 18. Januar 2001  |

### Dritte Staffel
| Nr. | Titel                    | Erstausstrahlung |
| --- | ------------------------ | ---------------- |
| 1   | Time & Time Again        | 2. Februar 2002  |
| 2   | The Time Travellers      | 4. Februar 2002  |
| 3   | Escape!                  | 9. Februar 2002  |
| 4   | A Matter of Life & Death | 11. Februar 2002 |
| 5   | Hunter at the Door       | 16. Februar 2002 |
| 6   | Trapped in Time          | 18. Februar 2002 |

## Deutsche Erstausstrahlung
Die deutsche Erstausstrahlung erfolgte am 14. Februar 2002 im MDR. Da zu diesem Zeitpunkt auch bereits die zweite Staffel abgedreht und verfügbar war, sendete man diese direkt im Anschluss an die letzte Folge der ersten Staffel die Fortsetzung und wartete nicht – wie die englische Erstausstrahlung – ein Jahr. Hinweise darüber, ob und wann die dritte Staffel in Deutschland ausgestrahlt wurde, finden sich keine.

## Besonderheiten
Da nach der zweiten Staffel einige bedeutende Schauspieler ausstiegen, entschied man sich, die dritte Staffel 25 Jahre in der Zukunft spielen zu lassen, um so einige Rollen neu besetzen zu können. Roddys Darsteller Will Theakston, der nach der zweiten Staffel ausgestiegen war, hatte in der zweiten Episode der dritten Staffel einen kurzen Gastauftritt.